# Margarita de Brabante, condesa de Flandes
Margarita de Brabante (9 de febrero de 1323 - Rethel, Francia, abril de 1380) fue una noble franco-neerlandesa condesa consorte de Flandes por su matrimonio con Luis II.
Fue la segunda hija del matrimonio entre el duque de Brabante Juan III y María de Évreux. Fue la única descendiente de Juan III en tener descendencia también.
En 1347 se desposó con Luis II de Flandes, que en aquel momento tenía 16 años, pero había heredado sus feudos el año anterior por la muerte de su padre en la batalla de Crécy.
Su hija Margarita fue bautizada el 13 de abril de 1350. A través de ella, única hija superviviente tanto de ella como de sus hermanos (Enrique, Godofredo y Juan, todos muertos en la ifnancia o adolescendia) y hermanas (Ni Juana ni María parieron descendientes), fue que el Ducado de Brabante acabó en la órbita del Estado borgoñón, debido a su matrimonio en segundas nupcias con Felipe II, duque de Borgoña, que conseguirá que a la muerte sin descendencia en 1406 de Juana de Brabante, hermana de Margarita, nombre sucesor de Brabante a su hijo Antonio de Borgoña.
El 26 de septiembre de 1371, Margarita y su suegra, Margarita de Francia, condesa de Artois, con sus sirvientes, fueron invitadas por el duque de Borgoña Felipe II a cenar en Lens. Poco después, Margarita dejaría Flandes y sería retenida permanentemente en el Château-Regnault del condado de Rethel, lejos de su marido. Según la historiografía clásica, moriría allí en abril de 1380, tras la Pascua de aquel año. En un trabajo del historiador Mélanges Paul Thomas de 1930, sitúa su muerte algunos días antes del 27 de abril de 1380.

## Descendencia
De su matrimonio con Luis II de Flandes nació:
- Margarita III de Flandes, casada en primera nupcias con Felipe de Rouvre, duque de Borgoña y en segundas nupcias con Felipe II de Borgoña.